# くろがね工作所
株式会社くろがね工作所（くろがねこうさくしょ）は主に事務機器/事務用品や医療、老健施設向け設備などを製造するメーカー。本社は大阪市西区新町一丁目。みどり会の会員企業であり三和グループに属している。
ほかに医療用ベッドや医療用アキュドアユニット（後述）など医療設備に強みを持っているのが特徴であり、また世間では学習机のブランドとしても知られ、特に1970年代には、フジテレビの子供番組『ママとあそぼう!ピンポンパン』とタイアップした学習机「くろがねデスク ピンポンパン」を発売した。
社名のくろがねとは古来鉄を表す言葉であり、スチール製品を扱うメーカーであることを主張している。
2013年7月、大阪証券取引所と東京証券取引所の現物株市場統合に伴い、東京証券取引所2部に上場。

## 主な商品

### 事務用品
- デスク・テーブル（スチールケース製FEシリーズ、TNT、Doue、IAベンチ、カーヴィなど）
- チェア（スチールケース製センサー、シンク、レッツビーなど）

### 医療設備
- アキュドアユニット
同社開発の吊り下げ型ドアで引き戸になっている。そのため、開閉に力を必要とせず、またその際の音も発生しない。そして床にレールを敷かないため段差がなくバリアフリー対応。同社を代表するヒット商品となっている。
- チェアベッド
- 医療用ロッカー

### その他
- 劇場用チェア
- 図書用設備
- SOHO用品